# Генерал Люфтваффе

Погон генерала Люфтваффе

Петлиці генерала Люфтваффе

Генера́́л Люфтваффе або генерал повітряних сил (нім. General der Luftwaffe) — військове звання генеральського складу Люфтваффе часів Другої світової війни. В Люфтваффе це звання знаходилося за старшинством між військовими званнями генерал-лейтенанта та генерал-полковника.
Це звання правильніше називати «генерал роду військ», тому що воно дорівнювалося до чинів:
- «генерал авіації»,
- «генерал артилерії»,
- «генерал гірсько-піхотних військ»,
- «генерал інженерних військ»,
- «генерал кавалерії»,
- «генерал танкових військ»,
- «генерал парашутних військ»,
- «генерал від інфантерії»,
- «генерал військ зв'язку» тощо.

## Генерали Люфтваффе
| - Вільгельм Шуберт (нім. Wilhelm Schubert) (1879–1972) - Вальтер Векке (нім. Walther Wecke) (1885–1943) |